# ماء مشبع
الماء المشبع (بالإنجليزية: Saturated water)‏ هو ماء موجود عند درجة حرارة التشبع بالبخار المناظرة للضغط الواقع عليه، ويمكن الحصول علي خواصه من جداول البخار بمعرفة الضغط و درجة الحرارة.